# QWERTZ
██ QWERTY
██ QWERTZ
██ AZERTY 
██ Nacionalni raspored (FGĞIOD (Turska), ŪGJRMV (Latvija), ĄŽERTY (Litva))
██ Nelatinična abeceda
QWERTZ  je raspored tipkovnice koji se koristi u Hrvatskoj, Njemačkoj i većini drugih srednjoeuropskih zemalja. Ime je dobio prema prvih šest tipki koje se nalaze u prvom slovnom redu tipkovnice (Q, W, E, R, T, Z). Raspored je nastao tako da su u izvornom angloameričkom QWERTY rasporedu zamijenjena slova Y i Z (Z je uglavnom češće u srednjoeuropskim jezicima). Zagrade i interpunkcijski znakovi izmješteni su s desnog dijela tipkovnice i zamijenjeni dijakriticima.